# Obersulzbachtörl
Obersulzbachtörl är ett bergspass i Österrike.   Det ligger i distriktet Lienz och förbundslandet Tyrolen, i den centrala delen av landet, 300 km väster om huvudstaden Wien. Obersulzbachtörl ligger 2 787 meter över havet.
Terrängen runt Obersulzbachtörl är bergig. Runt Obersulzbachtörl är det ganska glesbefolkat, med 26 invånare per kvadratkilometer.. Närmaste större samhälle är Matrei in Osttirol, 19,8 km sydost om Obersulzbachtörl. Passet går mellan topparna Großer Geiger och Großer Happ.
Trakten runt Obersulzbachtörl består i huvudsak av gräsmarker.